# Georg Wilhelm Cygnæus
Georg Wilhelm Cygnæus, född 1819, död 1865, var en svensk borgmästare, riksdagsledamot och politiker.

## Biografi
Georg Wilhelm Cygnæus föddes 1819 och var son till landssekreteraren Magnus Wilhelm Cygnæus (1783–1852) och Ulrika Johanna Boström. Han blev 1836 student vid Uppsala universitet och avlades hovrättsexamen 1842. Cygnæus arbetade sedan som vice häradshövding. Han avled 1865.
Cygnæus var riksdagsledamot för borgarståndet i Umeå vid riksdagen 1862–1863.
Cygnæus gifte sig 1856 med Anna Boström.